# まじ☆ラジ
まじ☆ラジ（まじ　らじ）は音泉で放送されたインターネットラジオ番組。

## 概要
放送期間
2005年4月28日～6月23日
- 毎週木曜日更新（1度休止有、全8回）
- 過去ログ（バックナンバー）は無しだった
- PCゲーム『魔女っ娘ア・ラ・モードII 〜光と闇のエトランゼ〜』の連動番組だった

## パーソナリティー
- みる（ミント）
- 大野まりな（ジェシカ）
- 静木亜美（ミレイユ）